# スタイルガイド
スタイルガイド （スタイルマニュアル、英: style guide, style manual, stylebook） は、文書・出版物などにおいて文書の書き方、書式、統一した言葉遣い、デザインに関する一連の基準、あるいは手引きのこと。本のような長さのスタイルガイドは、しばしばスタイルマニュアルと呼ばれる。一般的に数ページから数十ページの短いスタイルガイドは、スタイルシートと呼ばれることが多い。スタイルガイドで文書化された基準は、一般的な使用、または個々の出版物、出版社や特定の組織、学術雑誌、または特定の分野での所定の使用のいずれかに適用される。

## スタイルガイドの目的
スタイルガイドは、文書内および文書間の一貫性を確保することで、コミュニケーションを改善するための標準的なスタイル要件を定めるものである。句読点、大文字と小文字、出典の引用、数字や日付の書式、表の体裁、その他の分野における使用基準を定めることで、文体、用法、言語構成、構図、正書法、タイポグラフィにおける特定のベストプラクティスを要求することもある。学術文書や技術文書の場合、倫理（オーサーシップ、研究倫理、情報開示など）や技術や規制の遵守事項の最適化を強制することもある。翻訳の場合、スタイルガイドは、一貫した文法、語調、単位などの現地化を強制するために使われることもある。
スタイルガイドは、幅広い一般読者向けの一般的な使い方から、さまざまな専門的な使い方（さまざまな学問分野の学生や学者向け、医学、ジャーナリズム、法律、政府、ビジネス、特定の業界向けなど）まで、さまざまな形で専門化されている。ハウススタイルという用語は、特定の出版社やその他の組織のスタイルガイドによって定義された慣習を指す。

## 規定する事項
スタイルガイドは主に以下のようなことを規定する。
- マークアップの仕様に関する決めごと: 本の題名表記を斜体にする、数字や日付の表記法、文献引用の作法など。
- 文体に関する決めごと: 単語の綴り（スペリング）、句読法、時制、「です・ます調」「だ・である」調など。
- スタイルガイドには空白や活字などタイポグラフィに関わるような要素に関して規定するものもある。
- 特定の科学技術分野におけるガイドでは、明確で標準化され、存在論的に健全な名称や分類ラベルを指定する命名法を扱うことがある（分類学、化学命名法、遺伝子命名法など）。
- 使用法をカバーするスタイルガイドは、人種差別、性差別、同性愛嫌悪などを避けるために、人に対する記述用語を提案することがある。スタイルガイドでは、視覚障害、運動障害、その他の障害を持つ聴衆のために、アクセシビリティの規約を取り入れることが増えている[2]。

## ウェブサイトスタイルガイド
ウェブサイトスタイルガイドの場合は、主に外観や技術的な側面に関するスタイルを規定する。デジタル時代の到来以来、画面読み取り（物理的な文書ではなく、デジタル化された画面から読み取る）のようなデジタル動作を考慮したスタイルガイドの規約を拡大することを可能にした。画面の読み取りでは、ウェブスタイルガイドがマルチチャンネル・サーフィンにさらされるユーザーエクスペリエンスにより重点を置くことが要求される。ウェブスタイルガイドも大きく異なることがありますが、簡潔さ、用語、構文、トーン、構造、タイポグラフィ、グラフィック、エラーに関する同様の価値を優先する傾向がある。

## 主要なスタイルガイド

### アメリカ合衆国
- シカゴ・スタイルマニュアル
- MLAスタイルマニュアル（英語版）
- APAスタイル
- 合衆国政府印刷局（USGPO）スタイルマニュアル[4]
- AP通信スタイルブック
- ニューヨーク・タイムズ文体・用法マニュアル（英語版）
- 米国社会学会スタイル（英語版）（芸術および人文科学向け）
- ブルーブック（英語版）（法律分野）

### イギリス
- New Oxford Style Manual
- A Dictionary of Modern English Usage
- MHRAスタイルガイド（英語版）
- オックスフォード法典引用基準（英語版）（OSCOLA）（法律分野）

### その他
- カナディアン・プレス（英語版）スタイルブック
- オーストラリア政府印刷サービス（AGPS）スタイル（政府出版物用）
- 統一投稿規定（英語版）

### 日本
日本語のスタイルガイドは詳細なものが存在しないが、スタイルガイドに近い情報を含むものとして、
- 日本エディタースクール『校正必携』（1966年初版）
- 日本エディタースクール『日本語表記ルールブック』（2005年初版）
- 共同通信社『記者ハンドブック 新聞用字用語集』（1956年初版）
- 朝日新聞社『朝日新聞の用語の手引』（1947年初版）

などがある。